# Wilhelm Kaune

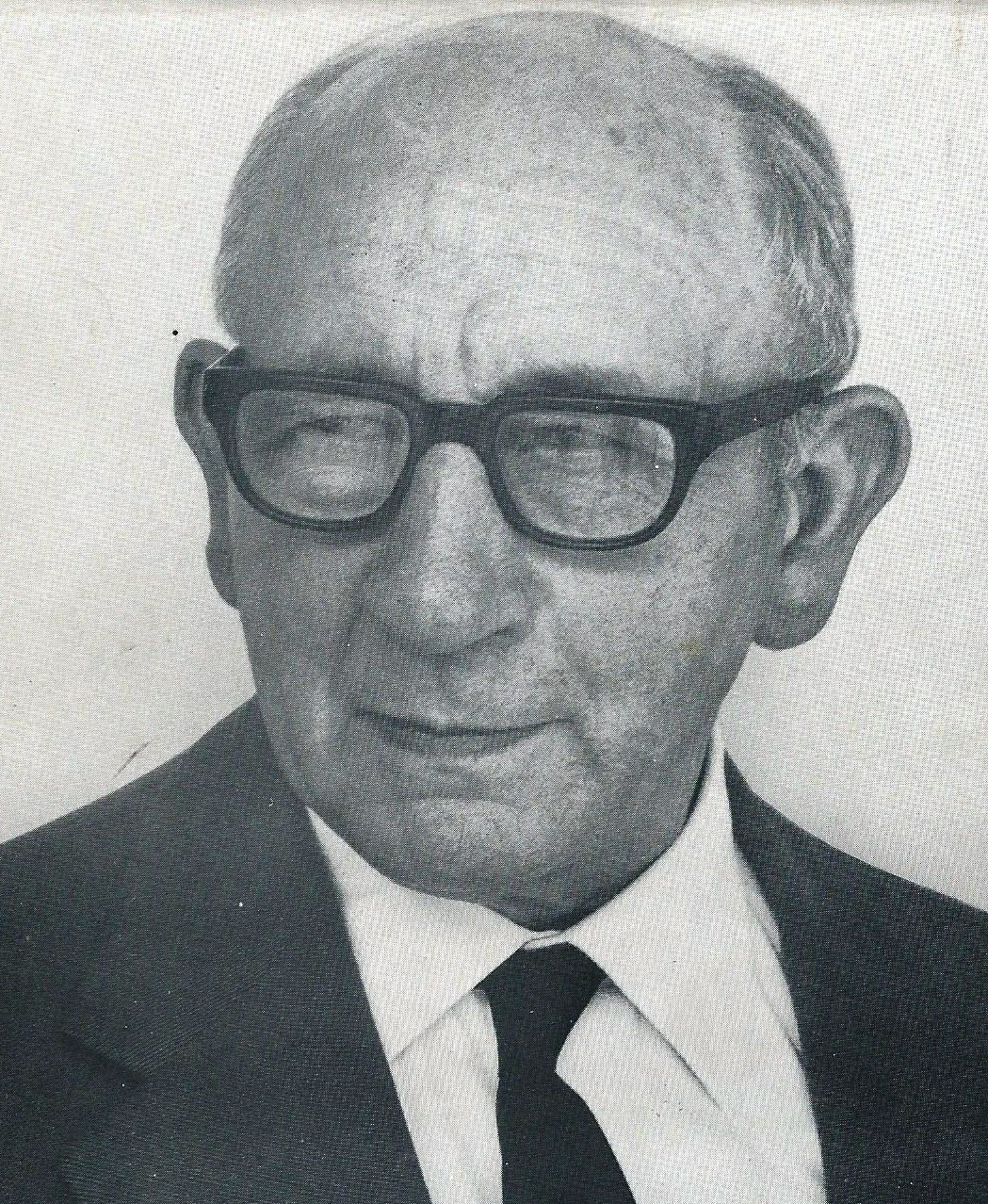
Heimatdichter Wilhelm Kaune

Wilhelm Kaune (* 16. September 1895; † 19. Juli 1981 in Ahstedt, Kreis Hildesheim-Marienburg) war Stellmachermeister und niederdeutscher Schriftsteller. Zu seiner Zeit galt er als der einzige Vertreter des ostfälischen Mundartschrifttums.

## Sprachraum
Der ostfälische Sprachraum umfasst in etwa das südliche Niedersachsen östlich der Weser, reicht im Norden bis Hannover, Celle und Gifhorn, im Osten bis Braunschweig und im Süden bis an den Harz. Das ostfälische Platt unterscheidet sich in Wortschatz und Wortbildung sowie in der Intonation von den benachbarten Sprachlandschaften. Charakteristisch ist die Bildung der persönlichen Fürwörter mir und mich (mek/mik), dir und dich (dek/dik), uns (ösch oder esch/üsch oder isch) und euch jök(jek)/jük (jüch), ferner die Diphthongierung oder Triphthongierung der langen Vokale. So werden insbesondere im Hildesheimer Platt, welches Kaune sprach und schrieb bis zu 13 unterschiedliche Doppelvokale unterschieden, wie bspw. das u als iu, das ü als ui und das i als öi.

## Leben
Wilhelm Kaune war der älteste Sohn eines Zimmermanns. Seinem Wunsch, Lehrer zu werden, konnte er nicht nachgehen, denn nach dem frühen Tod seiner Mutter galt es, schnell einen Beruf zu ergreifen und die Familie – er hatte sechs jüngere Geschwister – zu unterstützen. Er wurde Stellmacher, machte sich 1919 als Meister selbständig und arbeitete über 50 Jahre in seinem Beruf. Er wurde Obermeister der Stellmacherinnung, war im Vorstand der Kreissparkasse Hildesheim und im Vorstand des Kreisheimatbundes, zu dessen Gründungsmitgliedern er 1957 gehörte.
Er war Mitarbeiter der Hildesheimer Allgemeinen Zeitung, die seine Beiträge unter dem Kürzel W.K. oder W.K.A. veröffentlichte.

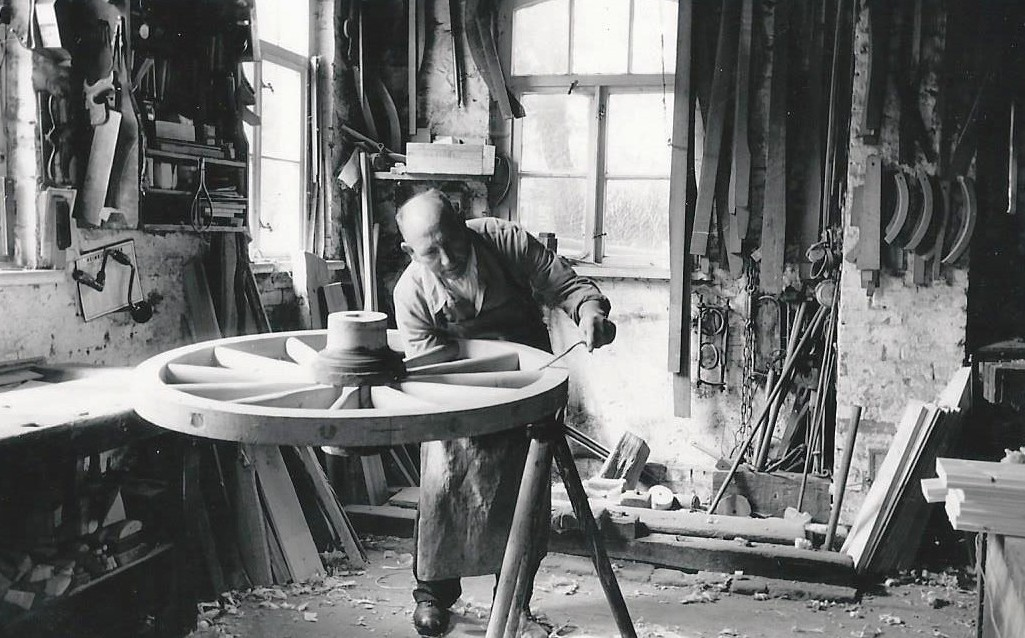
Wilhelm Kaune in seiner Werkstatt

Das Bild zeigt ihn in seiner Werkstatt bei der Arbeit. Immer dabei waren unter seiner Hobelbank oder in der Tasche seiner Arbeitsschürze ein Notizheft oder ein Bestell- oder Rechnungsblock, in die er mit Füllhalter oder auch mit dem Tischlerbleistift in schöner Sütterlinschrift Verse und Gedanken eintrug, die ihm bei der Arbeit kamen.
Schon in der Schulzeit begann er Gedichte zu schreiben. Den Tod seiner Mutter verarbeitete er als Dreizehnjähriger in dem Gedicht De Mudder starv. Seine erste Gedichtsammlung, Heimatklänge, erschien 1924. Ihr folgten mehrere hoch- und plattdeutsche Bücher. Weit über 600 Vortragsveranstaltungen und eine Reihe von Rundfunksendungen machten ihn in ganz Ostfalen und darüber hinaus bekannt. Zahlreiche seiner Gedichte wurden vertont, z. B. von Dr. Friedrich Spanuth und Ludwig Rahlfs.
Im Nachruf von Kreisdirektor Ignaz Jung-Lundberg heißt es:

„Wilhelm Kaune gehörte zum Hildesheimer Land. Er war und bleibt der Dichter der Hildesheimer Heimat. Dabei ist er nicht nur ein Heimatdichter in dem Sinne, dass er über das Hildesheimer Land schreibt und dessen Mundart benutzt. Heimatdichter in diesem Sinne war Wilhelm Kaune gewiß auch. Aber sein Schaffen ging darüber hinaus. Kaune war ein Dichter, der sich als schöpferische Persönlichkeit mit der Welt auseinandersetzte. Das hatte Kaune mit allen Dichtern gemeinsam. Als Heimatdichter aber wurzelte er tief im Bereich der heimatlichen Umwelt. Diese Umwelt lieferte ihm nicht nur den Stoff und den Inhalt seines Schaffens. Mit ihr setzte er sich vornehmlich auseinander. Diese kleine Welt bedeutete für ihn aber keine Einengung. Auch Wilhelm Kaunes Dichtung enthält wie jede gute Dichtung Geschautes, Gehörtes und Gedachtes, erwachsen aus dem persönlichen Erleben des Dichters. Wilhelm Kaune hat es verstanden, dieses persönlich Erlebte durch die dichterische Form zu einer allgemein gültigen Aussage zu machen. So ist Wilhelm Kaune als Heimatdichter über das Hildesheimer Land hinaus gewachsen und hat allgemein gültiges über den Menschen und seine Umwelt ausgesagt. Dabei hat er Verständnis geweckt für den hohen Wert, den die Heimat für jeden bewußt oder unbewußt bedeutet.“

## Ehrungen
Für sein Werk erhielt Wilhelm Kaune zahlreiche Ehrungen und Auszeichnungen. 1965 wurde ihm die Ehrenmitgliedschaft im Heimatbund Niedersachsen verliehen. Er erhielt die Ehrenmedaille des Landkreises Hildesheim-Marienburg und am 1. Oktober 1965 das Niedersächsische Verdienstkreuz am Bande.

## Werk
Wilhelm Kaunes Bücher sind zum großen Teil vergriffen oder nur noch antiquarisch erhältlich.
- Heimatklänge. Gedichte. Verlag Kellner, Hildesheim 1924.
- O du mein Hildesheim. Verlag Gebr. Gerstenberg, Hildesheim 1937, 2. Auflage 1947.  Unveränderter Nachdruck der 1. Auflage. August Lax, Hildesheim 1997.
- Mein Niedersachsen. Gedichte und Geschichten. Verlag Gebr. Gerstenberg, Hildesheim 1937.
- Mein Alt-Hildesheim. Verlag Gebr. Gerstenberg, Hildesheim 1952.
- Die Zwillingshöfe. Ernste und heitere Geschichten aus Niedersachsen. Verlag Gebr. Gerstenberg, Hildesheim 1955, 2. Auflage 1957.
- An’n Heimatborn. Heimatbund Niedersachsen, Hannover 1960.
- Far iuse Kinner. Plattdeutsche Gedichte und Geschichten. Hrsg. Heimatbund im Landkreis Hildesheim-Marienburg. Nr. 5 der heimatkundlichen Schriftenreihe. August Lax 1962, 3. Auflage 1965.
- Möin Blaut singt döine Melodöi! Heimatklänge von Wilhelm Kaune. 3. Auflage Hildesheim 1957.
- Besinnliches und Heiteres. Eine Sammlung von Erzählungen und Gedichten. Querschnitt durch das Hoch- und Niederdeutsche Werk des Autors zum 75. Geburtstag. Kreisheimatbund Hildesheim-Marienburg. Druckhaus A. Schlaeger, Peine 1970.
- Unsere Heimat im Wechsel der Jahreszeiten. Beiträge zur Landschaft und zum Brauchtum des Hildesheimer Landes. Nr. 12 der Heimatkundlichen Schriftreihe des Landkreises Hildesheim. Hrsg. Heimatbund im Landkreis Hildesheim.  Druckhaus A. Schlaeger, Peine 1974.
- Unser Hildesheimer Land. Beiträge zur Geschichte und Gegenwart, herausgegeben von Hans Meyer-Roscher. Heimatbund im Landkreis Hildesheim, 1982. Regelmäßig erschienen Beiträge von Wilhelm Kaune in der Schriftenreihe „Unser Hildesheimer Land“. Dieser Band IV ist dem „Gedenken an unser Ehrenmitglied Heimatdichter Wilhelm Kaune, gest. 19. Juli 1981, gewidmet“.
- Dei Notbichte in: Eine Sprache – viele Zungen. Autoren der Gegenwart schreiben in deutschen Mundarten. Hrsg. Hans Scholz und Heinz Ohff. Sigbert Mohn Verlag, Gütersloh 1966. In diese Sammlung sind Autoren aufgenommen wie Wolfdietrich Schnurre, Luis Trenker, Erich Kästner und Hans Baumann.
- Schallplatte: Steineklopper Kronenbarg söin Droom un annere Vartelligen. Verlag Schuster, Leer 1973.